# دنيس مست
دنيس مست (بالألمانية: Dennis Mast)‏ هو لاعب كرة قدم ألماني في مركز نصف الجناح، ولد في 15 فبراير 1992 في راتينو في ألمانيا. لعب مع أرمينيا بيليفيلد ونادي كارلسروه ونادي هالشر.

## وصلات خارجية
- دنيس مست على موقع قاعدة بيانات كرة القدم.إي يو (الإنجليزية)
- دنيس مست على موقع بيانات كرة القدم. دي إي (الألمانية)
- دنيس مست على موقع Soccerway.com (الإنجليزية)
- دنيس مست على موقع عالم كرة القدم.نت (الإنجليزية)